# Seria GP2 – Monza 2012
Runda GP2 na torze Monza – jedenasta runda mistrzostw serii GP2 w sezonie 2012.

## Wyniki

### Sesja treningowa
| Nr | Kierowca    | Konstruktor | Czas     | Okr. |
| -- | ----------- | ----------- | -------- | ---- |
| 26 | Max Chilton | Carlin      | 1:31,850 | 14   |

### Kwalifikacje
Źródło: gp2series.com
| Poz. | Nr | Kierowca            | Konstruktor             | Czas     | Poz. s. |
| ---- | -- | ------------------- | ----------------------- | -------- | ------- |
| 1    | 26 | Max Chilton         | Carlin                  | 1:31,886 | 1       |
| 2    | 12 | Giedo van der Garde | Caterham Racing         | 1:31,953 | 2       |
| 3    | 1  | Johnny Cecotto Jr.  | Barwa Addax             | 1:32,151 | 8       |
| 4    | 14 | Luca Filippi        | Scuderia Coloni         | 1:32,165 | 3       |
| 5    | 3  | Davide Valsecchi    | DAMS                    | 1:32,208 | 4       |
| 6    | 7  | Marcus Ericsson     | iSport International    | 1:32,216 | 5       |
| 7    | 5  | Fabio Leimer        | Racing Engineering      | 1:32,324 | 6       |
| 8    | 15 | Fabio Onidi         | Scuderia Coloni         | 1:32,388 | 7       |
| 9    | 10 | Esteban Gutiérrez   | Lotus GP                | 1:32,396 | 9       |
| 10   | 4  | Felipe Nasr         | DAMS                    | 1:32,462 | 10      |
| 11   | 27 | Rio Haryanto        | Carlin                  | 1:32,471 | 11      |
| 12   | 23 | Luiz Razia          | Arden International     | 1:32,495 | 12      |
| 13   | 9  | James Calado        | Lotus GP                | 1:32,622 | 13      |
| 14   | 25 | Nigel Melker        | Ocean Racing Technology | 1:32,625 | 14      |
| 15   | 8  | Jolyon Palmer       | iSport International    | 1:32,659 | 15      |
| 16   | 21 | Stefano Coletti     | Rapax                   | 1:32,675 | 16      |
| 17   | 6  | Nathanaël Berthon   | Racing Engineering      | 1:32,769 | 17      |
| 18   | 18 | Sergio Canamasas    | Venezuela GP Lazarus    | 1:32,772 | 18      |
| 19   | 22 | Simon Trummer       | Arden International     | 1:32,889 | 19      |
| 20   | 24 | Victor Guerin       | Ocean Racing Technology | 1:32,911 | 20      |
| 21   | 19 | René Binder         | Venezuela GP Lazarus    | 1:32,967 | 21      |
| 22   | 16 | Stéphane Richelmi   | Trident Racing          | 1:32,969 | 22      |
| 23   | 17 | Julián Leal         | Trident Racing          | 1:32,989 | 23      |
| 24   | 2  | Jake Rosenzweig     | Barwa Addax             | 1:33,109 | 24      |
| 25   | 11 | Rodolfo González    | Caterham Racing         | 1:33,511 | 25      |
| 26   | 20 | Ricardo Teixeira    | Rapax                   | 1:33,719 | 26      |
| Poz. | Nr | Kierowca            | Konstruktor             | Czas     | Poz. s. |

### Główny wyścig

#### Wyścig
Źródło: Wyprzedź Mnie!
| P                 | + / –     | Nr | Kierowca            | Konstruktor             | Okr. | Czas / Strata | Komentarz          |
| ----------------- | --------- | -- | ------------------- | ----------------------- | ---- | ------------- | ------------------ |
| 1                 | 2         | 14 | Luca Filippi        | Scuderia Coloni         | 30   | 48:03,604     |                    |
| 2                 | 6         | 1  | Johnny Cecotto Jr.  | Barwa Addax             | 30   | +0:04,028     |                    |
| 3                 | 2         | 7  | Marcus Ericsson     | iSport International    | 30   | +0:05,377     |                    |
| 4                 | 3         | 26 | Max Chilton         | Carlin                  | 30   | +0:07,631     |                    |
| 5                 | 1         | 5  | Fabio Leimer        | Racing Engineering      | 30   | +0:09,413     |                    |
| 6                 | 2         | 3  | Davide Valsecchi    | DAMS                    | 30   | +0:16,057     |                    |
| 7                 | 8         | 8  | Jolyon Palmer       | iSport International    | 30   | +0:17,600     |                    |
| 8                 | 8         | 21 | Stefano Coletti     | Rapax                   | 30   | +0:18,532     |                    |
| 9                 | Bez zmian | 10 | Esteban Gutiérrez   | Lotus GP                | 30   | +0:19,293     |                    |
| 10                | 13        | 17 | Julián Leal         | Trident Racing          | 30   | +0:20,025     |                    |
| 11                | 3         | 25 | Nigel Melker        | Ocean Racing Technology | 30   | +0:20,464     |                    |
| 12                | 1         | 9  | James Calado        | Lotus GP                | 30   | +0:26,027     |                    |
| 13                | 9         | 16 | Stéphane Richelmi   | Trident Racing          | 30   | +0:27,890     |                    |
| 14                | 4         | 18 | Sergio Canamasas    | Venezuela GP Lazarus    | 30   | +0:31,193     |                    |
| 15                | 2         | 6  | Nathanaël Berthon   | Racing Engineering      | 30   | +0:31,910     |                    |
| 16                | 3         | 22 | Simon Trummer       | Arden International     | 30   | +0:35,375     |                    |
| 17                | 4         | 19 | René Binder         | Venezuela GP Lazarus    | 30   | +0:38,769     |                    |
| 18                | 6         | 2  | Jake Rosenzweig     | Barwa Addax             | 30   | +0:40,226     |                    |
| 19                | 8         | 27 | Rio Haryanto        | Carlin                  | 30   | +0:42,638     |                    |
| 20                | 6         | 20 | Ricardo Teixeira    | Rapax                   | 30   | +0:43,152     |                    |
| 21                | 14        | 15 | Fabio Onidi         | Scuderia Coloni         | 30   | +0:44,769     |                    |
| 22                | 3         | 11 | Rodolfo González    | Caterham Racing         | 30   | +0:56,350     |                    |
| 23                | 3         | 24 | Victor Guerin       | Ocean Racing Technology | 30   | +1:01,984     |                    |
| Niesklasyfikowani |           |    |                     |                         |      |               |                    |
|                   |           | 4  | Felipe Nasr         | DAMS                    | 13   |               | kolizja z Leimerem |
|                   |           | 23 | Luiz Razia          | Arden International     | 8    |               | kolizja z Leimerem |
|                   |           | 12 | Giedo van der Garde | Caterham Racing         | 0    |               | awaria             |
| P                 | + / –     | Nr | Kierowca            | Konstruktor             | Okr. | Czas / Strata | Komentarz          |

#### Najszybsze okrążenie
| Nr | Kierowca     | Konstruktor        | Czas     | Okr. |
| -- | ------------ | ------------------ | -------- | ---- |
| 5  | Fabio Leimer | Racing Engineering | 1:33,237 | 30   |

#### Prowadzenie w wyścigu
| Nr                              | Kierowca           | Okrążenia | Suma |
| ------------------------------- | ------------------ | --------- | ---- |
| 14                              | Luca Filippi       | 22-30     | 9    |
| 25                              | Nigel Melker       | 12-21     | 9    |
| 26                              | Max Chilton        | 1-8       | 7    |
| 1                               | Johnny Cecotto Jr. | 8-12      | 4    |
| 16                              | Stéphane Richelmi  | 21-22     | 1    |
| \| Wykres \| \| ------ \| \| \| |                    |           |      |
| Wykres                          |                    |           |      |
|                                 |                    |           |      |

### Sprint

#### Wyścig
Źródło: Wyprzedź Mnie!
| P                 | + / –     | Nr | Kierowca            | Konstruktor             | Okr. | Czas / Strata | Komentarz |
| ----------------- | --------- | -- | ------------------- | ----------------------- | ---- | ------------- | --------- |
| 1                 | 2         | 3  | Davide Valsecchi    | DAMS                    | 21   | 33:06,731     |           |
| 2                 | 2         | 5  | Fabio Leimer        | Racing Engineering      | 21   | +0:00,444     |           |
| 3                 | 1         | 8  | Jolyon Palmer       | iSport International    | 21   | +0:07,873     |           |
| 4                 | 3         | 21 | Stefano Coletti     | Rapax                   | 21   | +0:10,787     |           |
| 5                 | 2         | 1  | Johnny Cecotto Jr.  | Barwa Addax             | 21   | +0:10,953     |           |
| 6                 | 1         | 26 | Max Chilton         | Carlin                  | 21   | +0:11,418     |           |
| 7                 | 1         | 7  | Marcus Ericsson     | iSport International    | 21   | +0:11,606     |           |
| 8                 | 2         | 17 | Julián Leal         | Trident Racing          | 21   | +0:12,661     |           |
| 9                 | 4         | 16 | Stéphane Richelmi   | Trident Racing          | 21   | +0:13,383     |           |
| 10                | 14        | 12 | Giedo van der Garde | Caterham Racing         | 21   | +0:14,540     |           |
| 11                | 3         | 18 | Sergio Canamasas    | Venezuela GP Lazarus    | 21   | +0:15,013     |           |
| 12                | 7         | 27 | Rio Haryanto        | Carlin                  | 21   | +0:15,711     |           |
| 13                | 4         | 19 | René Binder         | Venezuela GP Lazarus    | 21   | +0:15,934     |           |
| 14                | 2         | 9  | James Calado        | Lotus GP                | 21   | +0:16,667     |           |
| 15                | Bez zmian | 6  | Nathanaël Berthon   | Racing Engineering      | 21   | +0:20,179     |           |
| 16                | 10        | 23 | Luiz Razia          | Arden International     | 21   | +0:20,484     | [ 5 ]     |
| 17                | 1         | 22 | Simon Trummer       | Arden International     | 21   | +0:25,436     |           |
| 18                | 2         | 20 | Ricardo Teixeira    | Rapax                   | 21   | +0:29,051     |           |
| 19                | 1         | 2  | Jake Rosenzweig     | Barwa Addax             | 21   | +0:30,292     |           |
| 20                | 2         | 11 | Rodolfo González    | Caterham Racing         | 21   | +0:34,034     |           |
| 21                | 4         | 4  | Felipe Nasr         | DAMS                    | 21   | +1:14,092     | [ 5 ]     |
| 22                | 14        | 14 | Luca Filippi        | Scuderia Coloni         | 21   | +1:26,253     |           |
| Niesklasyfikowani |           |    |                     |                         |      |               |           |
|                   |           | 24 | Victor Guerin       | Ocean Racing Technology | 1    |               |           |
|                   |           | 25 | Nigel Melker        | Ocean Racing Technology | 1    |               |           |
|                   |           | 15 | Fabio Onidi         | Scuderia Coloni         | 1    |               |           |
|                   |           | 10 | Esteban Gutiérrez   | Lotus GP                | 1    |               |           |
| P                 | + / –     | Nr | Kierowca            | Konstruktor             | Okr. | Czas / Strata | Komentarz |

#### Najszybsze okrążenie
| Nr | Kierowca     | Konstruktor     | Czas     | Okr. |
| -- | ------------ | --------------- | -------- | ---- |
| 14 | Luca Filippi | Scuderia Coloni | 1:33,507 | 21   |

#### Premia za najszybsze okrążenie w TOP 10
| Nr | Kierowca         | Konstruktor | Czas     | Okr. |
| -- | ---------------- | ----------- | -------- | ---- |
| 3  | Davide Valsecchi | DAMS        | 1:33,536 | 20   |

#### Prowadzenie w wyścigu
| Nr                              | Kierowca         | Okrążenia | Suma |
| ------------------------------- | ---------------- | --------- | ---- |
| 3                               | Davide Valsecchi | 2-21      | 20   |
| 21                              | Stefano Coletti  | 1-2       | 1    |
| \| Wykres \| \| ------ \| \| \| |                  |           |      |
| Wykres                          |                  |           |      |
|                                 |                  |           |      |

## Lista startowa
Luca Filippi zmienił Stefano Colettiego w bolidzie Scuderia Coloni.

Stefano Coletti zajął miejsce Daniëla de Jonga w bolidzie Rapax.

Jake Rosenzweig zmienił Josefa Krála w bolidzie Barwa Addax.
| Team                    | Nr | Kierowca            |
| ----------------------- | -- | ------------------- |
| Barwa Addax             | 1  | Johnny Cecotto Jr.  |
| Barwa Addax             | 2  | Jake Rosenzweig     |
| DAMS                    | 3  | Davide Valsecchi    |
| DAMS                    | 4  | Felipe Nasr         |
| Racing Engineering      | 5  | Fabio Leimer        |
| Racing Engineering      | 6  | Nathanaël Berthon   |
| iSport International    | 7  | Marcus Ericsson     |
| iSport International    | 8  | Jolyon Palmer       |
| Lotus GP                | 9  | James Calado        |
| Lotus GP                | 10 | Esteban Gutiérrez   |
| Caterham Racing         | 11 | Rodolfo González    |
| Caterham Racing         | 12 | Giedo van der Garde |
| Scuderia Coloni         | 14 | Luca Filippi        |
| Scuderia Coloni         | 15 | Fabio Onidi         |
| Trident Racing          | 16 | Stéphane Richelmi   |
| Trident Racing          | 17 | Julián Leal         |
| Venezuela GP Lazarus    | 18 | Sergio Canamasas    |
| Venezuela GP Lazarus    | 19 | René Binder         |
| Rapax                   | 20 | Ricardo Teixeira    |
| Rapax                   | 21 | Stefano Coletti     |
| Arden International     | 22 | Simon Trummer       |
| Arden International     | 23 | Luiz Razia          |
| Ocean Racing Technology | 24 | Victor Guerin       |
| Ocean Racing Technology | 25 | Nigel Melker        |
| Carlin                  | 26 | Max Chilton         |
| Carlin                  | 27 | Rio Haryanto        |

## Klasyfikacja po zakończeniu rundy

### Kierowcy
| P  | +/− | Kierowca            | Starty | Punkty | P1 | P2 | P3 | PP | NO | NS |
| -- | --- | ------------------- | ------ | ------ | -- | -- | -- | -- | -- | -- |
| 1  | +1  | Davide Valsecchi    | 22     | 229    | 4  | 3  | 3  | 2  | 4  | 3  |
| 2  | −1  | Luiz Razia          | 22     | 204    | 4  | 2  | 3  | –  | 3  | 1  |
| 3  | 0   | James Calado        | 22     | 160    | 2  | 3  | 2  | 1  | 2  | 2  |
| 4  | 0   | Esteban Gutiérrez   | 22     | 152    | 3  | 2  | 1  | –  | 4  | 2  |
| 5  | +1  | Max Chilton         | 22     | 144    | 1  | 1  | 1  | 2  | –  | 1  |
| 6  | −1  | Giedo van der Garde | 22     | 141    | 1  | 1  | 3  | 2  | 2  | 1  |
| 7  | 0   | Fabio Leimer        | 22     | 127    | –  | 3  | 1  | 1  | 2  | 2  |
| 8  | 0   | Marcus Ericsson     | 22     | 106    | 1  | 2  | 1  | –  | 1  | 3  |
| 9  | +1  | Johnny Cecotto Jr.  | 22     | 104    | 2  | 2  | –  | 1  | 1  | 9  |
| 10 | −1  | Felipe Nasr         | 22     | 85     | –  | 1  | 3  | –  | –  | 4  |
| 11 | 0   | Jolyon Palmer       | 20     | 78     | 1  | –  | 2  | –  | –  | 3  |
| 12 | 0   | Nathanaël Berthon   | 22     | 59     | –  | 2  | –  | –  | –  | 1  |
| 13 | +1  | Stefano Coletti     | 22     | 47     | –  | –  | 1  | –  | 1  | 5  |
| 14 | −1  | Rio Haryanto        | 22     | 36     | –  | –  | –  | 1  | 1  | 1  |
| 15 | 0   | Tom Dillmann        | 14     | 29     | 1  | –  | –  | –  | –  | 3  |
| 16 | 0   | Josef Král          | 16     | 27     | 1  | –  | –  | –  | –  | 2  |
| 17 | N   | Luca Filippi        | 2      | 25     | 1  | –  | –  | –  | –  | –  |
| 18 | −1  | Stéphane Richelmi   | 22     | 25     | –  | –  | 1  | –  | –  | 4  |
| 19 | −1  | Nigel Melker        | 21     | 25     | –  | –  | –  | –  | –  | 4  |
| 20 | −1  | Fabio Onidi         | 22     | 13     | –  | –  | –  | –  | –  | 3  |
| 21 | −1  | Julián Leal         | 22     | 9      | –  | –  | –  | –  | –  | 1  |
| 22 | −1  | Rodolfo González    | 22     | 6      | –  | –  | –  | –  | –  | 3  |
| 23 | −1  | Simon Trummer       | 22     | 4      | –  | –  | –  | –  | –  | –  |
| 24 | −1  | Fabrizio Crestani   | 14     | 1      | –  | –  | –  | –  | –  | 4  |
| 25 | −1  | Brendon Hartley     | 4      | 1      | –  | –  | –  | –  | –  | 1  |
| 26 | −1  | Daniël de Jong      | 8      | 0      | –  | –  | –  | –  | –  | 1  |
| 27 | 0   | Sergio Canamasas    | 8      | 0      | –  | –  | –  | –  | –  | 2  |
| 28 | −2  | Dani Clos           | 6      | 0      | –  | –  | –  | –  | –  | 2  |
| 29 | −1  | Ricardo Teixeira    | 20     | 0      | –  | –  | –  | –  | –  | 3  |
| 30 | +1  | René Binder         | 4      | 0      | –  | –  | –  | –  | –  | –  |
| 31 | −2  | Giancarlo Serenelli | 18     | 0      | –  | –  | –  | –  | –  | 4  |
| 32 | −2  | Victor Guerin       | 16     | 0      | –  | –  | –  | –  | –  | 5  |
| 33 | −1  | Jon Lancaster       | 2      | 0      | –  | –  | –  | –  | –  | 1  |
| 34 | N   | Jake Rosenzweig     | 2      | 0      | –  | –  | –  | –  | –  | –  |
| P  | +/− | Kierowca            | Starty | Punkty | P1 | P2 | P3 | PP | NO | NS |

### Konstruktorzy
| P  | +/− | Konstruktor             | Starty | Punkty | P1 | P2 | P3 | PP | NO | NS |
| -- | --- | ----------------------- | ------ | ------ | -- | -- | -- | -- | -- | -- |
| 1  | +1  | DAMS                    | 44     | 314    | 4  | 4  | 6  | 2  | 5  | 6  |
| 2  | −1  | Lotus GP                | 44     | 312    | 5  | 5  | 3  | 2  | 5  | 4  |
| 3  | 0   | Arden International     | 44     | 208    | 4  | 2  | 3  | –  | 3  | 1  |
| 4  | 0   | Racing Engineering      | 44     | 186    | –  | 5  | 1  | 1  | 2  | 3  |
| 5  | +1  | iSport International    | 42     | 184    | 2  | 2  | 3  | –  | 1  | 6  |
| 6  | −1  | Carlin                  | 44     | 180    | 1  | 1  | 1  | 3  | 1  | 2  |
| 7  | 0   | Caterham Racing         | 44     | 147    | 1  | 1  | 3  | 2  | 2  | 5  |
| 8  | 0   | Barwa Addax             | 44     | 131    | 3  | 2  | –  | 1  | 1  | 13 |
| 9  | +1  | Rapax                   | 44     | 41     | 1  | –  | –  | –  | –  | 7  |
| 10 | −1  | Trident Racing          | 44     | 34     | –  | –  | 1  | –  | –  | 5  |
| 11 | 0   | Ocean Racing Technology | 43     | 26     | –  | –  | –  | –  | –  | 11 |
| 12 | 0   | Venezuela GP Lazarus    | 44     | 1      | –  | –  | –  | –  | –  | 10 |
| –  | 0   | Scuderia Coloni         | 44     | 0 (73) | 1  | –  | 1  | –  | 2  | 8  |
| P  | +/− | Konstruktor             | Starty | Punkty | P1 | P2 | P3 | PP | NO | NS |